# Brody Angley
Brody Jensen Angley (Spokane, 30 gennaio 1986) è un ex cestista statunitense con cittadinanza messicana.

## Palmarès
- FIBA Americas League: 1

Pioneros de Quintana Roo: 2012
- Campionato svizzero: 1

Lugano Tigers: 2010-2011
- Coppa Svizzera: 1

Lugano Tigers: 2010-2011
- Coppa di Lega svizzera: 1

Lugano Tigers: 2011
- Campionati messicani: 3

Toros Nuevo Laredo: 2012-2013
Halcones Rojos Veracruz: 2013-2014
Pioneros de Quintana Roo: 2015-2016